# Bilciurești
Bilciuresti là một xã thuộc hạt Dâmbovița, România. Dân số thời điểm năm 2002 là 1846 người.